# Колдененський сільський округ
Ко́лдененський сільський округ (каз. Көлденең ауылдық округі, рос. Колдененский сельский округ) — адміністративна одиниця у складі Урджарського району Абайської області Казахстану. Адміністративний центр та єдиний населений пункт — село Колденен.
Населення — 1133 особи (2021; 1478 у 2009, 1618 у 1999, 1680 у 1989).
Станом на 1989 рік існувала Аксаковська сільська рада (село Аксаковка). До 2007 року округ називався Аксаковським.